# POST karta

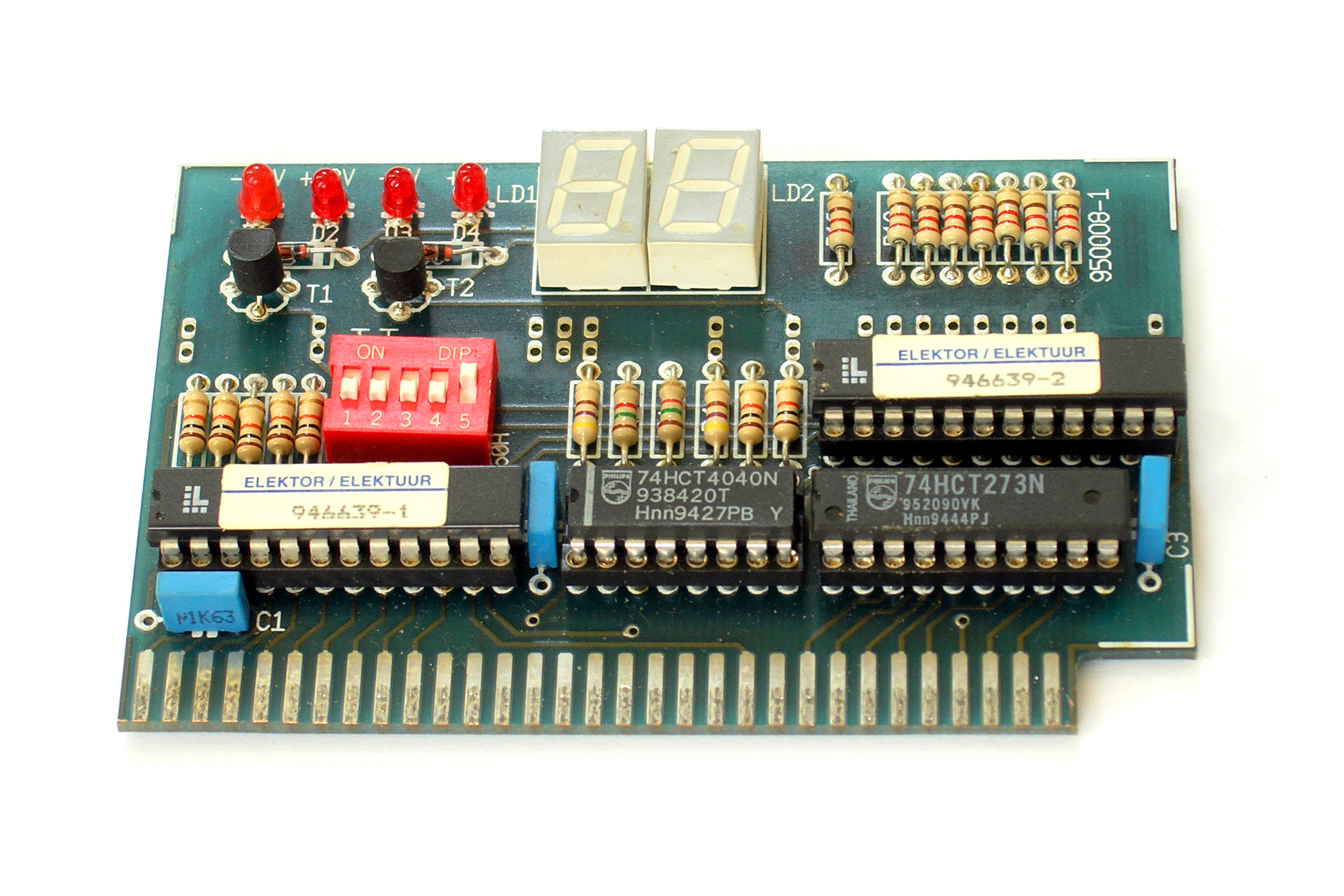
BIOS POST karta určená pro sběrnici ISA

POST karta je zařízení používané ke zjištění formy problému během identifikace a kontroly součástí na počítačích PC kompatibilních, prováděných před vlastním načítáním operačního systému (tzv. Power On Self Test). Součástí karty bývá obyčejně LCD displej, na němž se zobrazuje dvojmístný hexadecimální chybový kód (konkrétně se jedná o hodnotu odeslanou na port 80h - tato hodnota se odesílá vždy před vlastním provedením BIOS rutiny), indikátory základních napájení (+5V, -5V, +12V a -12V) případně u vybavenějších generátor přerušení, indikátor sběrnice a další funkční bloky. Dříve se vyráběly pro sběrnice ISA, dnes jsou k dostání i pro PCI a Mini PCI (používané v noteboocích). Na základních deskách disponujícími jak sloty ISA tak i PCI se doporučuje používat POST kartu pro sběrnici ISA, neboť ta funguje mnohem spolehlivěji (má přímější přístup k mikroprocesoru).
Tyto karty většinou používají servisní pracovníci, neboť určení konkrétní závady nebývá mnohdy jednoduché a jednotlivé kódy jsou závislé na výrobci případně daném výrobku. Seznam těchto kódů udávají výrobci na svých stránkách. Stejně jako v případě beep kódů, které používají rovněž pro identifikaci problému, existuje jen několik málo kódů, které jsou společné pro všechny výrobce, oficiální norma však nikdy neexistovala a tak tento stav trvá dodnes. Většinou se tedy ke kartě dodává ještě servisní manuál, kde jsou tyto kódy jeho součástí.
POST karty lze pořídit v kamenných obchodech i na Internetu, většinou si však ti zručnější vyrábějí svou vlastní. Ceny se před rokem 2000 pohybovaly okolo 1000 Kč bez daně, jejich cena však šla postupem času dolů, dnes (2010) ji lze pořídit i za 200 Kč. Kromě již zmíněného použití lze tuto kartu využít i pro ladění software (nejčastěji drivery), kdy se debugování realizuje odesláním nějaké číselné hodnoty na zmíněný port 80h. Tímto způsobem se také šetří registry a neovlivňuje se stav ostatního hardware.
Existují i druhy pro zapojení do různých portů např. LPT, napájení je pak realizováno externě (např. pomocí USB sběrnice).